# Lombok
Lombok ist eine Insel in Indonesien. Sie ist Teil der Kleinen Sundainseln und befindet sich in der Provinz Nusa Tenggara Barat.
Auf der 4.725 km² großen Insel leben 3,35 Millionen Menschen. Die Hauptstadt Mataram hat ungefähr 360.000 Einwohner.

## Wirtschaft

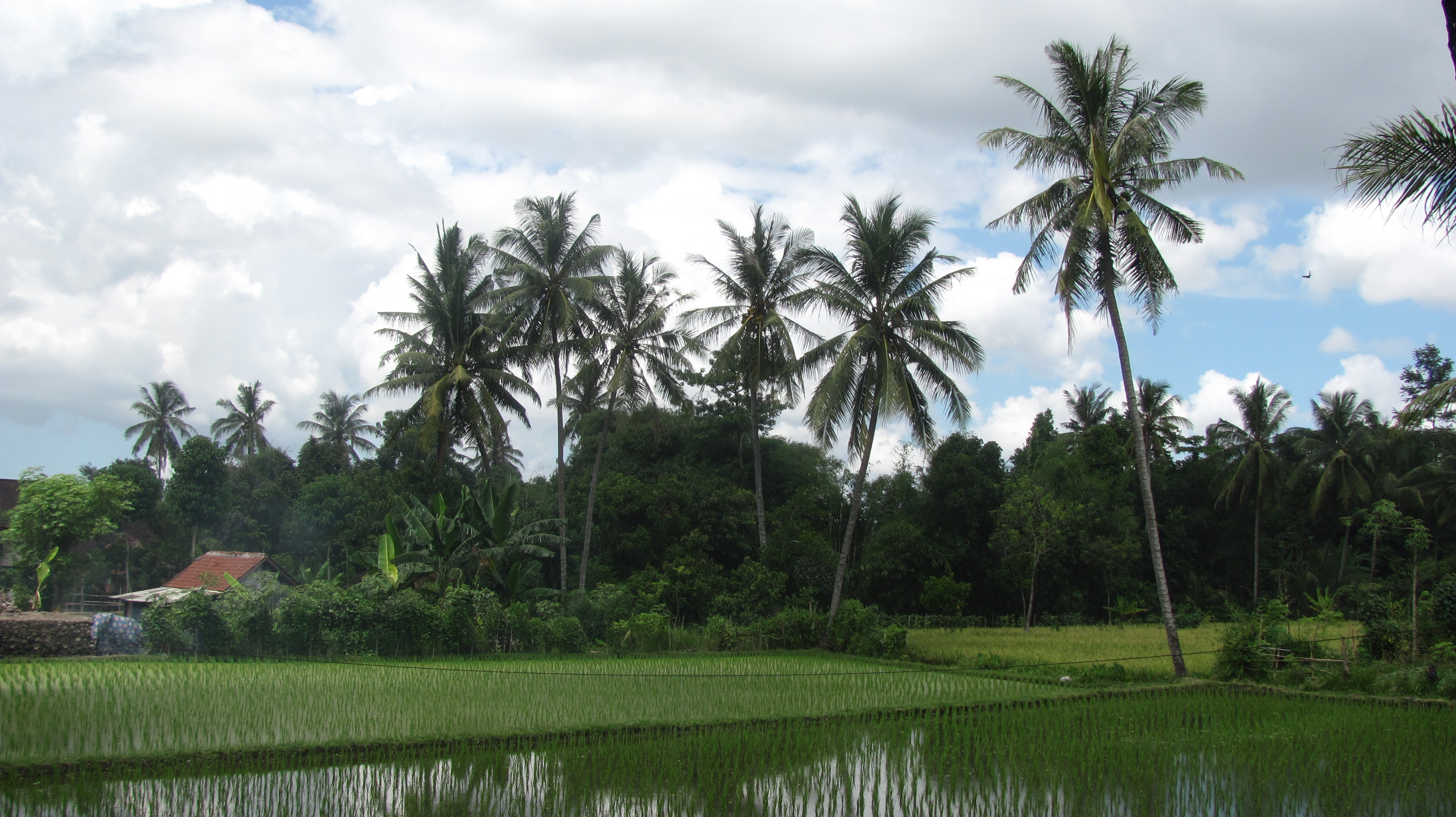
Reisanbau im Osten von Lombok bei Masbagik

Die Landwirtschaft ist mit weitem Abstand der wichtigste Erwerbszweig der Bevölkerung Lomboks. Die Insel verfügt über landwirtschaftliche Nutzflächen im Hochland und den südlich angrenzenden Gebieten, die sich wie ein Gürtel vom bevölkerungsreichen Westen bis zum Osten ziehen. Die eher trockenen Küstenniederungen haben einen savannenartigen Charakter. Der hauptsächlich betriebene Reisanbau ist auf Lombok weniger erfolgreich als auf der Nachbarinsel Bali. Außerdem werden Maniok, Zwiebeln, Kokosnüsse, Bohnen und Gewürze angebaut, insbesondere Grüner Kardamom und Muskat. Im Süden der Insel wird ebenfalls Tabak angepflanzt. In geringerem Umfang werden auch Fischfang und Viehzucht – am ehesten Rinderzucht – betrieben. Eine hier gezogene Chili-Sorte wird cabe lombok genannt (cabé, cabai und lombok sind indonesische Wörter für Chili).
Für die Wirtschaft Lomboks ist der Tourismus, der sich auf den Ort Senggigi an der Westküste konzentriert, lediglich von untergeordneter Bedeutung, wenn auch durch ihn eine gewisse Zahl von Arbeitsplätzen entstanden ist.
Von nicht zu unterschätzender Bedeutung ist der Bergbau im Südwesten Lomboks, wo sich im Gebirge in der Nähe der Stadt Sekotong mehrere Goldminen befinden und das Gold stellenweise sogar im Tagebau abgebaut wird. Das Gold wird hier allerdings mit fragwürdigen und für die Umwelt schädlichen Methoden unter Verwendung von Quecksilber gefördert, und aufgegebene Tagebaugebiete wurden bis jetzt nicht renaturiert. Rund 6000 Menschen sind auf Lombok im Bergbau tätig.
In der Umgebung der Stadt Masbagik im Osten der Insel hat die Herstellung von Gebrauchskeramik für den örtlichen und überörtlichen Bedarf eine lange Tradition, da hier ergiebige Lagerstätten von Ton vorhanden sind und seit langem genutzt werden.

## Geographie
Die Lombokstraße markiert im Westen, zwischen Bali und Lombok, mit der Wallace-Linie die biogeographische Grenze zwischen der Tier- und Pflanzenwelt von Australien und Asien. Im Osten verläuft die Alas-Straße nach Palau Sumbawa.
Die Insel ist vulkanischen Ursprungs. Sie ist von mehreren kleineren Inseln umgeben. Die bekanntesten sind die Gili-Inseln, die sich im Nord-Westen befinden. Im Nord-Osten liegen Gili Lawang und Gili Sulat Lombok. Die Hauptinsel ist gekennzeichnet von dem 3.726 Meter hohen Vulkan Rinjani, dem zweitgrößten in Indonesien, an dem zahlreiche Flüsse entspringen, z. B. der Jangkok. Im südlichen Teil befindet sich eine fruchtbare Ebene, in der Reis und Kaffee angebaut werden. Die Regenzeit ist von Oktober bis Mai, die Trockenperiode von Juni bis Oktober.
|                       | Jan  | Feb  | Mär  | Apr  | Mai  | Jun  | Jul  | Aug  | Sep  | Okt  | Nov  | Dez  |   |      |
| Mittl. Tagesmax. (°C) | 32,3 | 32,2 | 31,6 | 31,5 | 30,2 | 29,4 | 28,5 | 28,9 | 29,9 | 31,4 | 32,5 | 33,1 | ⌀ | 31   |
| Mittl. Tagesmin. (°C) | 22,1 | 21,8 | 22,9 | 22,8 | 22,8 | 22,2 | 22,3 | 22,4 | 21,9 | 22,3 | 22,6 | 24,0 | ⌀ | 22,5 |
|                       |      |      |      |      |      |      |      |      |      |      |      |      |   |      |
| Niederschlag (mm)     | 280  | 223  | 162  | 108  | 94   | 44   | 29   | 19   | 33   | 110  | 165  | 247  | Σ | 1514 |
|                       |      |      |      |      |      |      |      |      |      |      |      |      |   |      |
| Regentage (d)         | 21   | 18   | 14   | 16   | 9    | 7    | 5    | 2    | 4    | 11   | 13   | 20   | Σ | 140  |

| 22,1 |

| 21,8 |

| 22,9 |

| 22,8 |

| 22,8 |

| 22,2 |

| 22,3 |

| 22,4 |

| 21,9 |

| 22,3 |

| 22,6 |

| 24,0 |

| 22,1 |

| 21,8 |

| 22,9 |

| 22,8 |

| 22,8 |

| 22,2 |

| 22,3 |

| 22,4 |

| 21,9 |

| 22,3 |

| 22,6 |

| 24,0 |

## Bevölkerung
Die Bevölkerung setzt sich aus 85 % Sasak, 10–15 % Balinesen und Minderheiten von Chinesen, Arabern, Javanern und Sumbawanesen zusammen. Auf Lombok werden Indonesisch und verschiedene Dialekte der Sasak-Sprache (ngeno-ngené, ngeto-ngeté, meno-mené und meriaq-meriku) gesprochen. Diese variieren teilweise von Dorf zu Dorf. Die Sasak sind ethnisch und kulturell eng mit den Balinesen verwandt. Ihr traditioneller Lebensstil und die überlieferte Bauweise sind in vielen Ortschaften zu sehen.

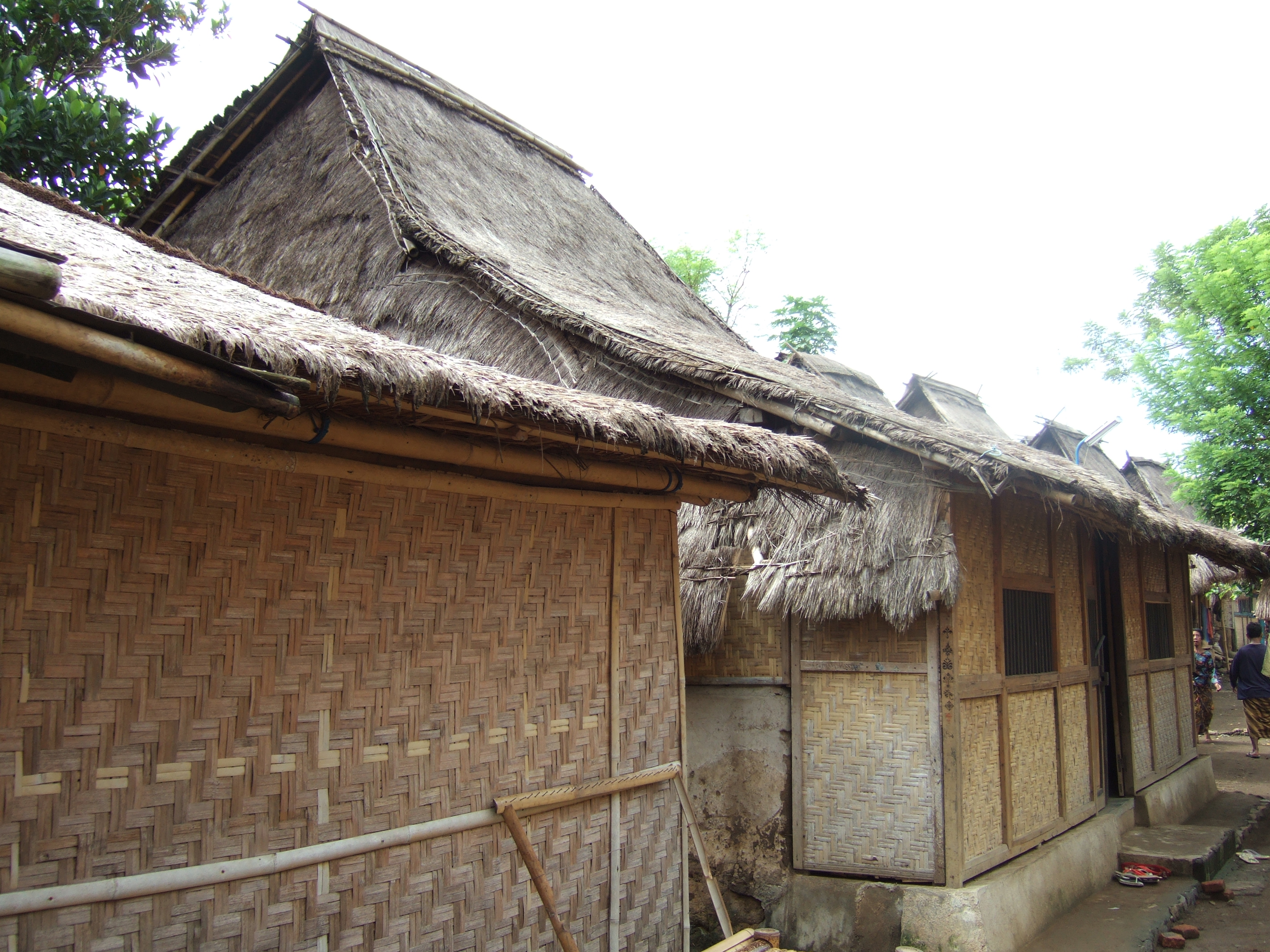
Traditionelle Häuser der Sasak auf Lombok

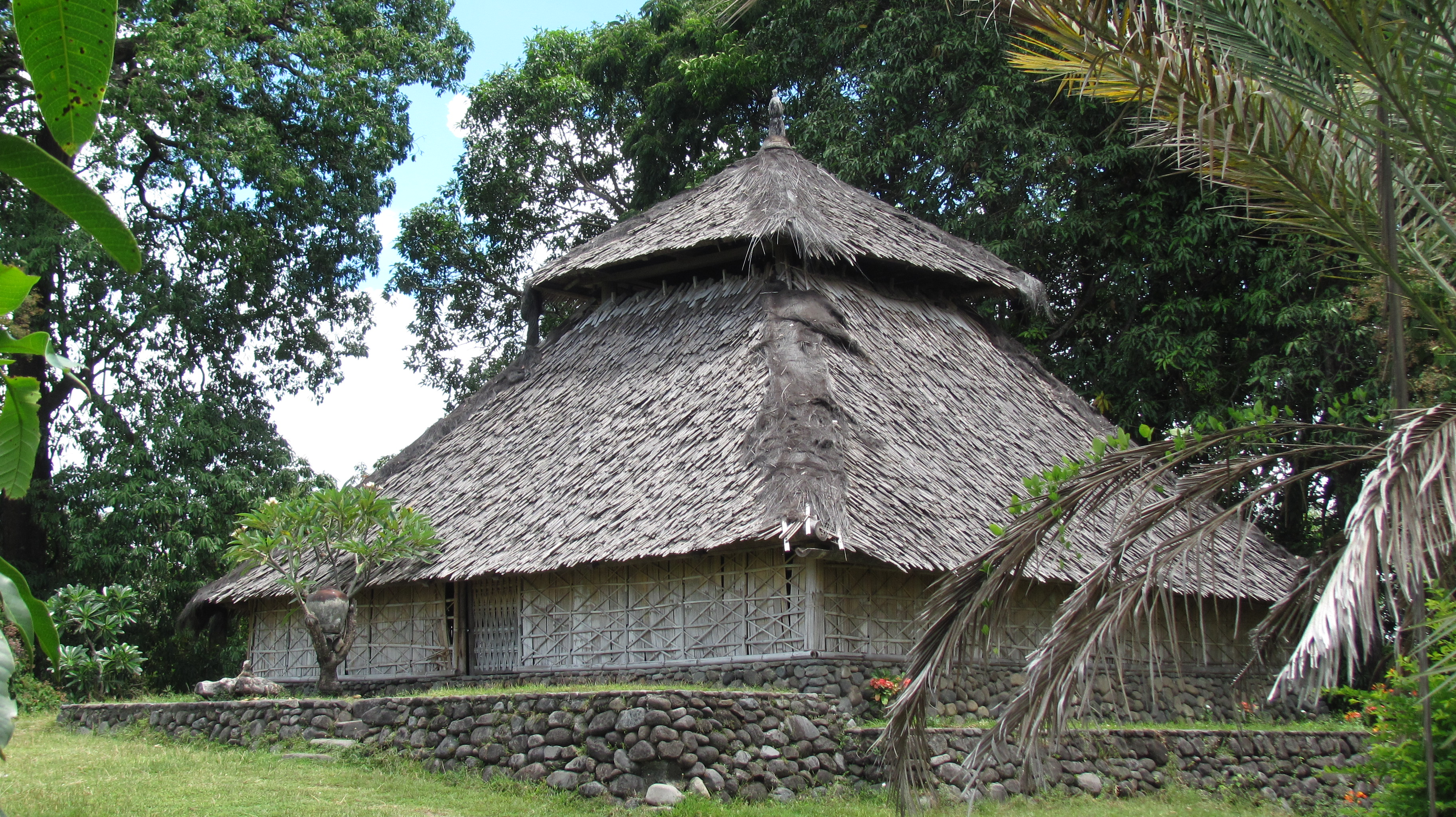
Moschee in Bayan

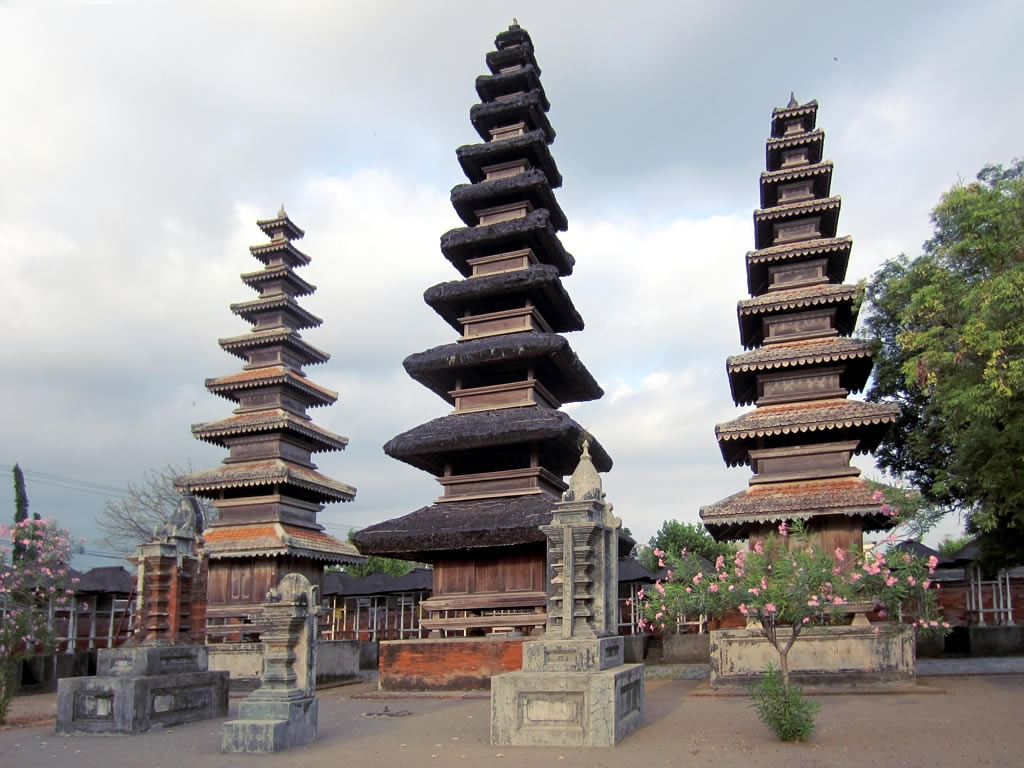
Hindutempel Pura Meru in Mataram.

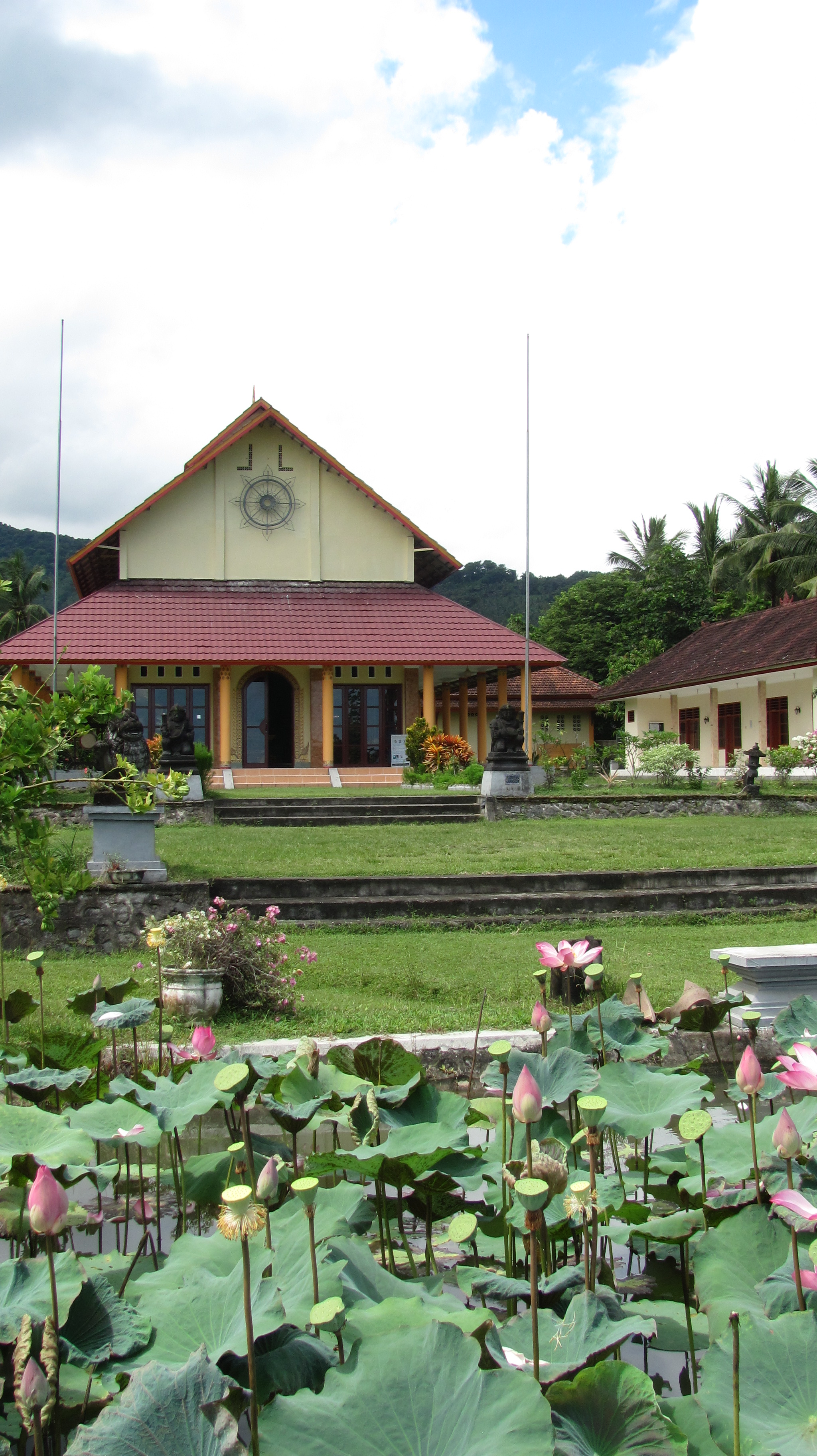
Buddhistischer Tempel bei Tanjung

Die bedeutendste Stadt auf Lombok ist Mataram, die Hauptstadt der Provinz Nusa Tenggara Barat, das mit den benachbarten Städten Ampenan und Cakranegara zusammen ein Ballungsgebiet von über 400.000 Einwohnern bildet. Kleinere Städte sind Tanjung an der Nordküste und Praya südlich von Mataram.
Etwa 90 % der Einwohner Lomboks sind seit dem 16. Jahrhundert Anhänger des Islams, der auf Lombok in seiner überwiegend orthodoxen Form Waktu Lima genannt wird. Eine geringe Minderheit der Sasak sind Anhänger der synkretistischen Religion Waktu Telu, einer Mischung aus Islam, balinesischem Hinduismus und Ahnenkult. Entsprechend kulturell eigenständig sind deswegen auch die Zeremonien und Rituale auf Lombok. Als älteste Moschee Lomboks gilt die 1634 erbaute Moschee Masjid Kuno Bayan Beleq in Bayan im Norden der Insel.
Knapp 10 % der Bewohner Lomboks sind aus Bali stammende Hindus, die vorwiegend im Westen der Insel leben. Ihre Tempel werden viel besucht und zeugen von der ungebrochenen Religiosität der Bevölkerung. Der bedeutendste Hindutempel Lomboks ist der 1720 erbaute Pura Meru in Mataram. Im Norden von Lombok leben in der Umgebung der Stadt Tanjung rund 800 Buddhisten. Größere christliche Gemeinden bestehen in Ampenan, Mataram, Praya und Tanjung.

## Geschichte
Die früheste bekannte Staatsgründung auf Lombok war ein Königreich der Sasak mit dem Namen Selaparang. Es wurde von drei Brüdern gegründet (darunter Nek Laki Sutanata, Prabu Kusuma Merapit). In Selaparang durfte der Älteste nicht König werden, sondern lediglich dem König als Berater zu Seite stehen. Das Königreich zersplitterte sich in kleinere Staaten und wurde seit der Mitte des 18. Jahrhunderts von balinesischen Prinzen beherrscht.
Der Vulkan Samalas auf Lombok entlud sich im Ausbruch des Samalas 1257 in einer der größten vulkanischen Explosionen der letzten Jahrtausende; dabei wurde die Hauptstadt des Königreichs Lombok namens Pamatan und deren Umgebung vollständig zerstört und unter einer meterdicken Ascheschicht begraben.
Die ersten Holländer landeten 1674 und siedelten später im Osten der Insel. Sie kämpften 1891 zusammen mit den Sasak in einer Revolte gegen die im Westen regierende Hindu-Dynastie aus Bali. Die Revolte wurde von niederländischen Truppen blutig niedergeschlagen (in den Niederlanden damals euphemistisch als „Lombok-Expedition“ bezeichnet) und endete 1894 mit dem Anschluss der gesamten Insel an den Holländischen Kolonialbesitz. Im Zweiten Weltkrieg wurde die Insel 1942 von den Japanern besetzt. Seit der Unabhängigkeitserklärung vom 17. August 1945 ist Lombok Teil Indonesiens. Während politischer Unruhen in den 1960er Jahren wurden Kommunisten und Mitglieder der chinesischen Minderheit getötet. Im Jahr 2000 kam es erneut zu Unruhen und Übergriffen gegen die christliche und gegen die chinesische Minderheit, so dass die Zahl der ausländischen Touristen für mehrere Jahre stark zurückging.

## Kultur
Die Musik von Lombok teilt sich entsprechend den beiden religiös-kulturellen Traditionen der Sasak auf in Orchester (Gamelan), deren Instrumente und Spielweisen aus Bali und Java stammen, und in Musikstile, die dem Islam zugerechnet werden mit Instrumenten, die durch Muslime in den letzten Jahrhunderten über Sulawesi oder Sumbawa auf die Insel gebracht wurden.

## Tourismus

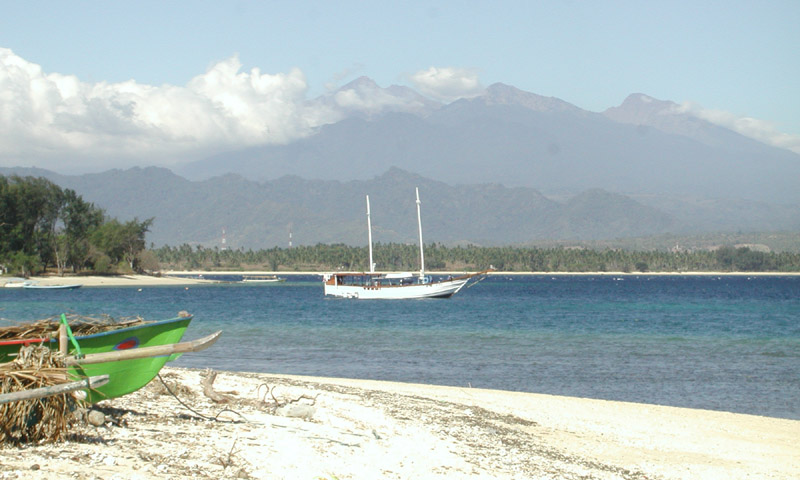
Der Vulkan Rinjani von der Südküste von Gili Air aus

Die Erschließung Lomboks durch den Tourismus als weniger überlaufene Alternative zu Bali begann um 1980. Das am weitesten entwickelte Touristenzentrum befindet sich im Westen von Lombok um Senggigi und zieht sich 10 km an der Küstenstraße entlang. Im Schatten der Ferieninsel Bali bemüht sich auch Lombok, den Tourismus zu fördern. Neben den Stränden Lomboks sind auch Trekkingtouren in den gebirgigen Norden beliebt. An verschiedenen Stellen bekommt man einen Einblick in die Kultur der Sasak, z. B. in Senaru und in Bayan am Nordhang des Rinjani. Auch Wanderungen mit einheimischen Führern zu Wasserfällen werden angeboten, z. B. in der Gegend um Tetebatu im Süden des Rinjanimassivs. Eine Reihe von Hotels und Restaurants bieten Service zu meist günstigeren Preisen als auf Bali.
Bei Backpackern sind die Gili-Inseln beliebt, die man von Lombok in einer knappen Stunde auf Fähren oder Charterbooten erreicht.

### Tauchen
Lombok ist ein Ziel für Tauchtourismus. An den Saumriffen rund um die Insel gibt es verschiedene Tauchgebiete, vorwiegend in der Bucht vor der Stadt Sekotong im Südwesten sowie Richtung Gili Trawangan nordwestlich vor Lombok. Auf der Insel finden sich einige Tauchbasen; durch die Nähe zu Bali sind jedoch auch Anfahrten mit Tagesbooten möglich.
Ähnlich wie in den Tauchgebieten um Bali bieten die Riffe Lebensraum für 1200–3000 verschiedene Arten von Fischen, Krebs- und Weichtieren, davon alleine 21 verschiedene Skorpionfische, 14 Kugelfischarten, 20 Seepferdchen- bzw. Seenadeln sowie 75 Hummerartige und Garnelen.

### Surfen
Im Süden von Lombok sind Kuta Lombok und die umliegenden Buchten ein beliebtes Surfgebiet. Während die Surf-Spots in Kuta für Anfänger geeignet sind, sind die Wellen am Desert Point (Bangko-Bangko) eher etwas für Profis. Viele der Surfspots werden mit Auslegerbooten angefahren. Hauptsaison ist von April bis Oktober (Südostwinde), aber auch zwischen November und März ist dank der Nord-/Nordwestwinde Surfen möglich. Insgesamt kann man auf Lombok an ca. 20 Stellen surfen.

## Verkehr
Der Flughafen Lombok (LOP) mit dem offiziellen Namen Bandara International Lombok eröffnete am 1. Oktober 2011 und löste damit den bisherigen Selaparang Airport in der Hauptstadt Mataram ab. Flugverbindungen bestehen zwischen Lombok und Bali, Jakarta, Yogyakarta, Kuala Lumpur und Singapur.
Die Fährüberfahrt von Lembar, dem wichtigsten Hafen an der Westküste Lomboks, nach Padang Bai auf Bali dauert wegen starker Meeresströmungen ungefähr 4 bis 9 Stunden. Ebenfalls bestehen Fährverbindungen – auch mit Schnellbooten – zwischen Padang Bai auf Bali und Senggigi, dem wichtigsten Touristenzentrum auf Lombok. Für die Überfahrt von Labuhan Lombok, dem bedeutendsten Hafen an der Ostküste Lomboks, nach Poto Tano auf der östlichen Nachbarinsel Sumbawa benötigt ein Fährschiff 2 Stunden. Außerdem verbinden, wie überall in Indonesien, Minibusse die wichtigsten Städte. Lombok verfügt über ein gutes Straßennetz; Eisenbahnen gibt es auf Lombok nicht.

## Erdbeben im Sommer 2018
Im Sommer 2018 wurde Lombok von einer Serie von Erdbeben erschüttert, der 564 Menschen zum Opfer fielen. Das erste schwere Erdbeben mit einer Stärke von 6,4 auf der Momenten-Magnituden-Skala ereignete sich am Sonntag, den 29. Juli 2018, um etwa 7:00 Uhr morgens (Lokalzeit). Dabei kamen 20 Menschen ums Leben und mehr als 300 Menschen wurden verletzt. Tausende Häuser wurden entweder zerstört oder schwer beschädigt und Hunderte Menschen wurden obdachlos. Das Zentrum des Bebens lag nach Angaben des nationalen Geophysikalischen Instituts etwa 47 Kilometer nordöstlich der Provinzhauptstadt Mataram in einer Tiefe von 24 Kilometern. Diesem Beben folgten mehr als 60 Nachbeben, bei denen das stärkste eine Magnitude von 5,7 aufwies. Auf dem Rinjani, einem populären Wanderziel, waren Hunderte Wanderer wegen eines Erdrutsches abgeschnitten. Es wurden schließlich 534 Wanderer erfolgreich evakuiert.
Am Abend des 5. August 2018 ereignete sich das Hauptbeben mit der Stärke 6,9. Sein Epizentrum lag nahe dem des Erdbebens vom 29. Juli 2018. Dabei kamen etwa 480 Menschen ums Leben. Etwa 7.800 Menschen wurden verletzt, 350.000 bis 417.000 Menschen wurden obdachlos. Hunderte Nachbeben erschütterten die Insel in den folgenden Tagen.
Am 19. August kam es zu zwei weiteren schweren Erdbeben. Das erste hatte eine Stärke von 6,3, das zweite eine von 6,9. Bei diesem Beben kamen 20 Menschen ums Leben. Dass es angesichts der Stärke des Bebens nicht noch mehr Opfer zu beklagen waren, lag auch daran, dass sich viele Menschen wegen der vorangegangenen Beben im Freien oder in Notunterkünften aufhielten.
Insgesamt wurden fast 150.000 Häuser zerstört. Der finanzielle Schaden liegt nach einer vorläufigen Abschätzung bei 440 Millionen Euro.